# Roteck (Texelgruppe)
Roteck (italienska: Monte Rosso) är ett berg i Italien. Det ligger i Sydtyrolen. Toppen på Roteck är 3 337 meter över havet. Roteck är den högsta punkten i bergskedjan Texelgruppe.
Kring Roteck förekommer främst kala bergstoppar.